# 필리스 새스터

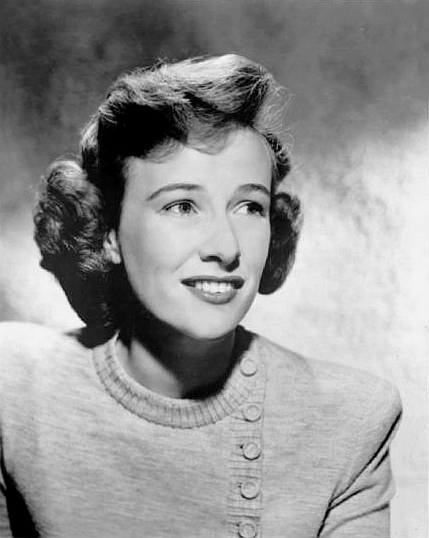

필리스 새스터(Phyllis Thaxter, 1919년 11월 20일 ~ 2012년 8월 14일)는 미국의 텔레비전 배우, 영화배우, 연극 배우이다.
포틀랜드에서 태어났으며 세미놀군 (플로리다주)에서 사망하였다. 사인은 알츠하이머병이다.

## 영화
- 슈퍼맨 (1978년) - 마샤 켄트 역
- FBI (1965년)
- 월드 오브 헨리 오리언트 (1964년)
- 클라이막스! (1954년)
- 컴 필 더 컵 (1951년)
- 더 사인 오브 더 램 (1948년)
- 액트 오브 바이올런스 (1948년)
- 블러드 온 더 문 (1948년)
- 리빙 인 어 빅 웨이 (1947년)
- 초원의 바다 (1947년)
- 써티 세컨즈 오버 도쿄 (1944년)